# Harry Pollitt

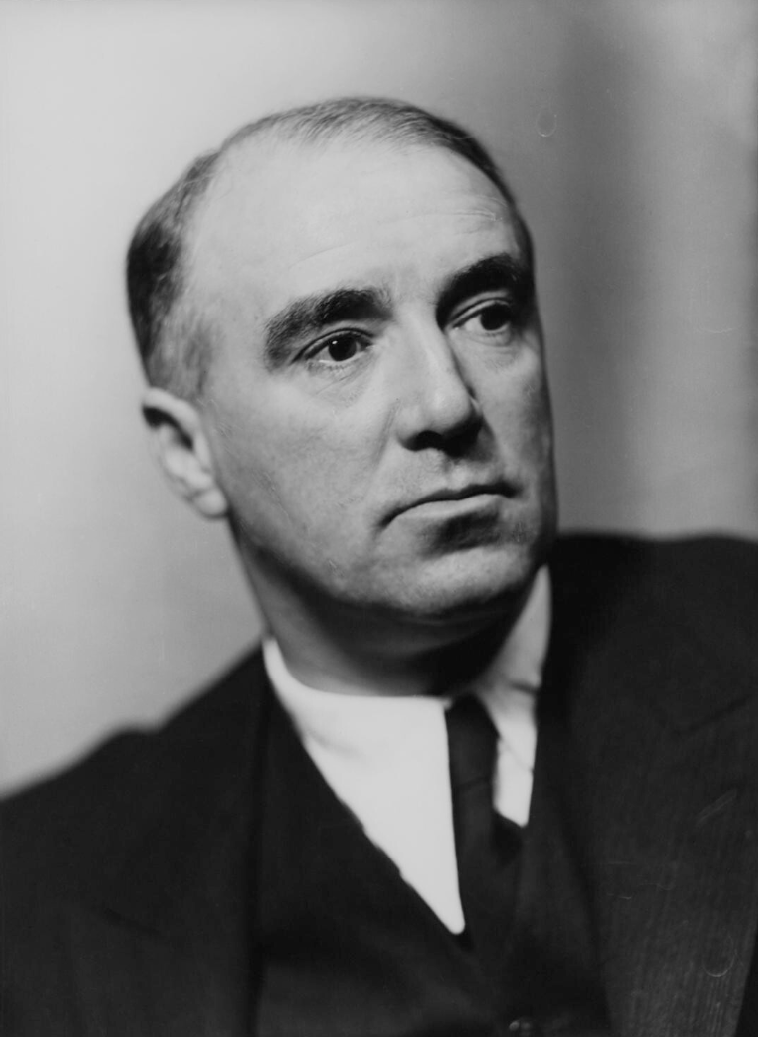
Harry Politt (1934)

Harry Pollitt (* 22. November 1890 in Droylsden, Lancashire; † 16. Juni 1960 auf dem Seeweg von Australien nach England) war ein britischer Kommunist und von 1929 bis 1939 sowie von 1941 bis 1956 Generalsekretär der Communist Party of Great Britain.

## Leben

### Herkunft
Harry Pollitt wurde als Sohn des Schmieds Sam(uel) Pollitt und der Weberin Maria Louisa (Louise) als eines von sechs Kindern (drei starben aufgrund der Lebensbedingungen noch als Kinder) in Droylsden nahe Manchester in der Region Lancashire geboren. Seine Mutter, die er verehrte, bildete sich selbst politisch weiter und war Mitglied der Independent Labour Party (ILP).
Mit 12 Jahren begann er eine Ausbildung als Kesselschmied und mit dem Ende der Ausbildung wurde er Mitglied der Gewerkschaft, der er sein Leben lang angehörte, und in dieser auch aktiv. Trotz dieser Doppelbelastung bildete er sich ab 1909 zusätzlich auf der Abendschule der Manchester School of Technology weiter.

### Politische Tätigkeit
1907 wurde er, wohl auch durch den Einfluss seine Mutter, Mitglied der ILP. Später wurde er Sekretär der überparteilichen Organisation Socialist Society in Openshaw (heute ein Teil von Manchester). Mit der Gründung der British Socialist Party (BSP) 1911 traten die Socialist Society als auch Pollitt zur BSP über, wo er Parteisekretär wurde.
Während des Ersten Weltkrieges arbeitete er auf einer Schiffswerft in Southampton und ging 1918 nach London, wo er als Vertrauensmann der Gewerkschaft tätig wurde. Als Befürworter der Russischen Oktoberrevolution  beteiligte er sich 1919 führend an der Kampagne "Hände weg von Rußland", die mit vielen Streiks die Teilnahme englischer Truppen an den Interventionen der Entente verhinderte. Diese Position machte Pollitt im ganzen Land bekannt. 1920 gehörte er zu den Gründungsmitgliedern der Kommunistischen Partei Großbritanniens (CPGB) und 1922 in das Exekutivkomitee der Partei gewählt. Ebenfalls 1922 nahm er als Delegierter seiner Gewerkschaft am Parteitag der Labour Party teil.
1925 heiratete er Marjorie Brewer, eine in der Arbeiterbewegung tätige Lehrerin. Ebenfalls 1925 wurde er mit elf anderen Führern der CPGB wegen Staatsverleumdung zu 12 Monaten Haft verurteilt. Seine dreistündige Verteidigungsrede nutzte er auch um die Positionen der CPGB darzulegen.
1929 wurde Pollitt zum Generalsekretär der Partei gewählt. Unter seiner bis 1939 andauernden Leitung wuchs die Partei auf 18.000 Mitglieder an.

#### Kampf gegen den Faschismus und der Zweite Weltkrieg
Mit dem Aufkommen des Faschismus und seines Wachstums orientierte Pollitt seine Arbeit und die der Partei vor allem auf den antifaschistischen Kampf. Während des Spanischen Bürgerkrieges war er so beispielsweise fünf Mal in Spanien beim Britischen Bataillon, um die britischen Freiwilligen zu unterstützen. Mit dem Ende des Spanienkrieges konzentrierte er seine Arbeit auf den Kampf gegen den deutschen Faschismus. Die Appeasement-Politik des damaligen britischen Premierministers Neville Chamberlain empfand er als nationale Schande und bezeichnete es als "... größte und beschämendste Kapitulation gegenüber Frieden, Freiheit und Demokratie. Der Frieden der Welt wurde nicht gesichert, er wurde von Hitler in Schutzhaft genommen."
Der Deutsch-sowjetische Nichtangriffspakt und Auseinandersetzungen in der CPGB über die Bewertung der politischen Situation in Europa führten 1939 dazu, dass Pollitt 1939 von seinem Posten als Generalsekretär zurücktrat. Er hatte mit Beginn des Zweiten Weltkrieges den Kampf Englands unterstützen wollen, die restliche Parteiführung sah diesen aber als reine Auseinandersetzung imperialistischer Staaten an. Mit dem deutschen Überfall auf die Sowjetunion änderte sich diese Einschätzung und die Position Pollitts konnte an Einfluss gewinnen, 1941 wurde er erneut Generalsekretär der Partei.
Mit dem Fortgang des Krieges setzte sich die CPGB für die Errichtung einer Zweiten Front zur Entlastung der Sowjetunion ein und organisierte 1942 eine Massenkundgebung auf dem Trafalgar Square auf der auch Pollitt zu den Rednern gehörte.

#### Tätigkeit nach 1945
Nach 1946 suchte er nach Wegen zu einer Zusammenarbeit und sogar Zusammenschluss mit der Labour Party, die aber von dieser heftig zurückgewiesen wurde. Er war stark involviert in der Erarbeitung des Parteiprogrammes "Britain's Road to Socialism" (Der britische Weg zum Sozialismus) von 1951. Auf diesen Grundsätzen und Ansichten versuchten spätere Vertreter des so genannten Eurokommunismus aufzubauen.
Nach dem Zweiten Weltkrieg war Pollitt auf vielen internationalen Reisen auf Einladung verschiedener linker Parteien und Bewegungen unterwegs. Dies machte ihn zu einem der bekanntesten kommunistischen Vertreter außerhalb der sozialistischen Staaten.

### Tod
Aufgrund vieler Krankheiten legte er im März 1956 sein Amt als Generalsekretär nieder und starb 1960 auf der Rückfahrt von einer Vortragsreise in Australien.

## Ehrungen
- 1971 taufte die Sowjetunion ihm zu Ehren ein Schiff auf seinen Namen.
- Eine Ehrentafel an der Bücherei in Droylsden wurde im März 1995 vom Chef des Verwaltungsdistriktes von Tameside ihm zu Ehren enthüllt.
- Über ihn gibt es ein Spottlied mit dem Titel The Ballad of Harry Pollitt (Die Ballade von Harry Pollitt).[1]